# La Chèvre aux pieds d'or (film)
Pour les articles homonymes, voir La Chèvre aux pieds d'or.
Pour plus de détails, voir Fiche technique et Distribution.
La Chèvre aux pieds d'or est un film muet français réalisé par Jacques Robert, sorti en 1926.
Il s'agit d'une adaptation du roman éponyme de Charles-Henry Hirsch, publié par Flammarion en 1920. Le roman, comme le film, sont inspirés par la tragique aventure de Mata-Hari.

## Fiche technique
- Titre : La Chèvre aux pieds d'or
- Réalisation : Jacques Robert
- Scénario : Louise Guesde d'après le roman éponyme de Charles-Henry Hirsch
- Photographie : Ganzli Walter
- Producteur : Jacques Robert
- Société de production : Pathé Consortium Cinéma
- Société de distribution : Pathé Consortium Cinéma
- Pays d'origine :  France
- Langue : film muet avec les intertitres  en français
- Format : Noir et blanc — 35 mm — 1,33:1 — Muet
- Métrage : 1 848 mètres
- Affiche : René Péron (France)
- Genre : Film dramatique, Film d'espionnage
- Durée : 54 minutes
- Numéro de catalogue Pathé : 9496
- Dates de sortie :
  - France : 24 février 1926

## Distribution
- Lilian Constantini : Toutcha
- Romuald Joubé : l'avocat Marc Brégyl
- Pierre Alcover : le baron Friedrich
- Max Maxudian : Ursac
- Gil Clary : la religieuse
- Henri Desmarets : le président du conseil de guerre
- Alexis Ghasne : le commissaire du gouvernement

## Note critique
- « Le roman de M. Charles-Henry Hirsch, qui a fourni sa matière et son titre au film que M. Jacques Robert nous apporte aujourd'hui, fut la première œuvre littéraire à utiliser une des innombrables aventures d'espionnage nées au cours de la guerre de 1914-1918, comme La Danseuse Rouge, qui n'est que l'adaptation théâtrale de ce même roman, fut la première œuvre dramatique gravitant autour d'une espionne. Malheureusement pour lui, le film de M. Jacques Robert n'est pas la première œuvre cinématographique à faire revivre un drame d'espionnage… Il convient de reconnaître cependant que M. Jacques Robert a apporté beaucoup de soin et d'intelligence à composer, selon une courbe harmonieusement ascendante l'histoire de la malheureuse Toutcha (…) » (René Jeanne, Le Petit Journal, 12 mars 1926)